# Paraloratospora
Paraloratospora is een geslacht van schimmels behorend tot de familie Phaeosphaeriaceae. De typesoort is Paraloratospora camporesii.

## Soorten
Volgens Index Fungorum telt het geslacht twee soorten (peildatum februari 2022):
| Soortnaam                  | Auteur(s)                                | Publicatiejaar |
| -------------------------- | ---------------------------------------- | -------------- |
| Paraloratospora camporesii | Bundhun, Jeewon & K.D. Hyde              | 2020           |
| Paraloratospora gahniae    | (Crous) Thiyagaraja, Bundhun & K.D. Hyde | 2020           |